# Auguste Mudry (avionneur)
 (mars 2018).
Si vous disposez d'ouvrages ou d'articles de référence ou si vous connaissez des sites web de qualité traitant du thème abordé ici, merci de compléter l'article en donnant les références utiles à sa vérifiabilité et en les liant à la section « Notes et références ».
Pour les articles homonymes, voir Auguste Mudry et Mudry.
Auguste Mudry, né le 17 juillet 1917 à Seytroux (Haute-Savoie) et mort le 5 août 2006 à Bernay (Eure), est un constructeur français d'avions de voltige aérienne.

## Biographie
En 1936, il devient mécanicien puis pilote dans l'armée de l'Air, qu'il quitte en 1939.
En 1942, il devient chef de section, puis directeur général de l’aryanisation économique au Commissariat général aux questions juives. Il l'a fait « Pour éviter de travailler pour le Reich », dira-t-il.
Devenu pilote professionnel, il est chef-pilote à Annecy, à Châteauroux puis à Moisselles.
En 1953, il réorganise la pratique du planeur en France et jette les bases de la future Fédération française de vol à voile (FFVV) dont il est le premier président en 1966.
En 1958, il crée la CAARP (Coopérative des Ateliers Aéronautiques de la Région Parisienne) à Beynes (Yvelines) et construit des avions CP320 Emeraude conçus par Claude Piel. En 1965, il conçoit le CP100 sur la base d'un Emeraude, puis le biplace-école de voltige CAP 10 en 1968. Cet avion fut  construit à plus de 300 exemplaires.Il a été utilisé par l'armée de l'Air pour la formation initiale de ses pilotes. Il l'est encore par la Marine nationale pour la sélection de ses pilotes. Dans le civil, cet appareil va relancer la voltige aérienne en France.
En 1969, le CAP-20 fait son 1er vol, c'est un monoplace de compétition.
En 1978, la CAARP arrête son activité, la société « Avions Mudry » est créée à Bernay dans l'Eure.
En 1985 sort le CAP-230, monoplace de compétition de niveau international. Il sera amélioré en CAP-231 puis 232. Grâce à cette série d'avions, différents pilotes français deviendront champion d'Europe et champion du monde de voltige aérienne.
Depuis 1997, les CAP-10 et CAP-232 sont construits par APEX Aviation, la société Mudry ayant été liquidée en 1996. Auguste Mudry meurt à Bernay, le 5 août 2006. Sa tombe se trouve à Seytroux, en Haute-Savoie.
En 2007, l'inauguration d'un rond-point à son nom par la ville de Bernay suscite la polémique en raison de son passé dans l'administration de Vichy.
Son témoignage vidéo quant à son passé en tant que responsable du Commissariat aux affaires juives est consultable en ligne sur Holocaust Memorial. Ce témoignage enregistré le 24 mars 1999 se divise en 8 vidéos.